# Mathias Wittek
Mathias Wittek, nato Maciej Witek (Kędzierzyn-Koźle, 30 marzo 1989), è un ex calciatore tedesco, di ruolo difensore.

## Palmarès

### Club

#### Competizioni nazionali
- 3. Liga: 1

Heidenheim: 2013-2014